# Syndrome des Galápagos
Le syndrome des Galápagos (ガラパゴス化, Garapagosu-ka, « effet Galápagos ») est un phénomène économique, particulièrement prévalent au Japon, selon lequel un produit qui pourrait être vendu de façon internationale connaît un développement mercatique isolé dans un pays donné.

## Description
Ce concept fait référence à la théorie de l'évolution de Charles Darwin et de sa description des îles Galápagos. Ces îles, du fait de leur isolement du reste du monde, connaissent une faune et une flore qui ont développé des caractéristiques endémiques pour s'adapter à l'environnement local. Le terme désigne donc, à l'origine, « l'évolution isolée d’une espèce animale ».
Par extension, dans le cadre de la mondialisation, un pays économiquement ou culturellement isolé (situation favorisée par le sakoku au Japon) connaît un développement particulier de certains produits pour satisfaire à la demande locale.
Dans le domaine automobile par exemple, les keijidōsha sont des voitures légères qui bénéficient d'avantages fiscaux uniquement au Japon et qui, de fait, ne sont pas vendues en dehors de ce pays. 
De même, les nouvelles technologies (notamment les téléphones mobiles) connaissent un développement isolé au Japon et sont considérées en avance par rapport au marché international, mais certaines de ces innovations ne sont pas exportées. Paradoxalement, certaines de ces innovations trop en avance deviennent des particularités locales qui freinent l'innovation. La technologie i-mode permettant d'accéder à internet sur les premiers téléphones n'a que peu été adoptée dans le reste du monde et a depuis été supplantée par les smartphones, cependant des téléphones moyen-bas de gamme ont perduré au Japon avec cette technologie. Citons notamment le pokeberu (pocket bell « cloche de poche », une sorte de bipeur) produit dans les années 1990 encore en production jusqu'en 2019.